# ماتیو اینتاسان
ماتیو اینتاسان (انگلیسی: Mathieu Inthasane؛ زادهٔ ۸ ژوئن ۱۹۸۶) بازیکن فوتبال اهل فرانسه است.
از باشگاه‌هایی که در آن بازی کرده‌است می‌توان به باشگاه فوتبال استاد رنس اشاره کرد.